# Xu Zhuoyi
Xu Zhuoyi, född 21 augusti 2003, är en friidrottare från Kina. Han deltog vid olympiska sommarspelen 2024.